# KLF8
El factor 8 Kruppel-like (KLF8) es un factor de transcripción codificado en humanos por el gen klf8.

## Interacciones
La proteína KLF8 ha demostrado ser capaz de interaccionar con:
- CTBP2[2]